# Оператори бойових катерів ССО
Оператори бойових катерів ССО (англ. Special warfare combatant-craft crewmen або англ. Swick (SWCC) — оператори ССО Сил військово-морських спеціальних операцій ВМС США, що мають у своєму розпорядженні найсучасніші бойові катері для проведення спеціальних операцій у прибережній зоні, патрулювання берегової смуги, а також для підтримки підрозділів спецоперацій при виконанні ними завдань.
Основний акцент діяльності операторів бойових катерів при сумісному проведенні спецоперацій з підрозділами ССО робиться на досягненні максимальної швидкості та ефективності при інфільтрації (ексфільтрації) бойових плавців SEAL або інших груп спецоперацій у морській (прибережній) зоні, де перебування великих кораблів неможливо. SWCC мають у своєму розпорядженні ефективну систему доставки бойових катерів у визначений регіон світу за допомогою «Повітряної системи доставки катерів» (англ. Maritime Combatant Craft Aerial Delivery System), котра дозволяє перекидати бойові катери разом з екіпажами операторів парашутним способом.

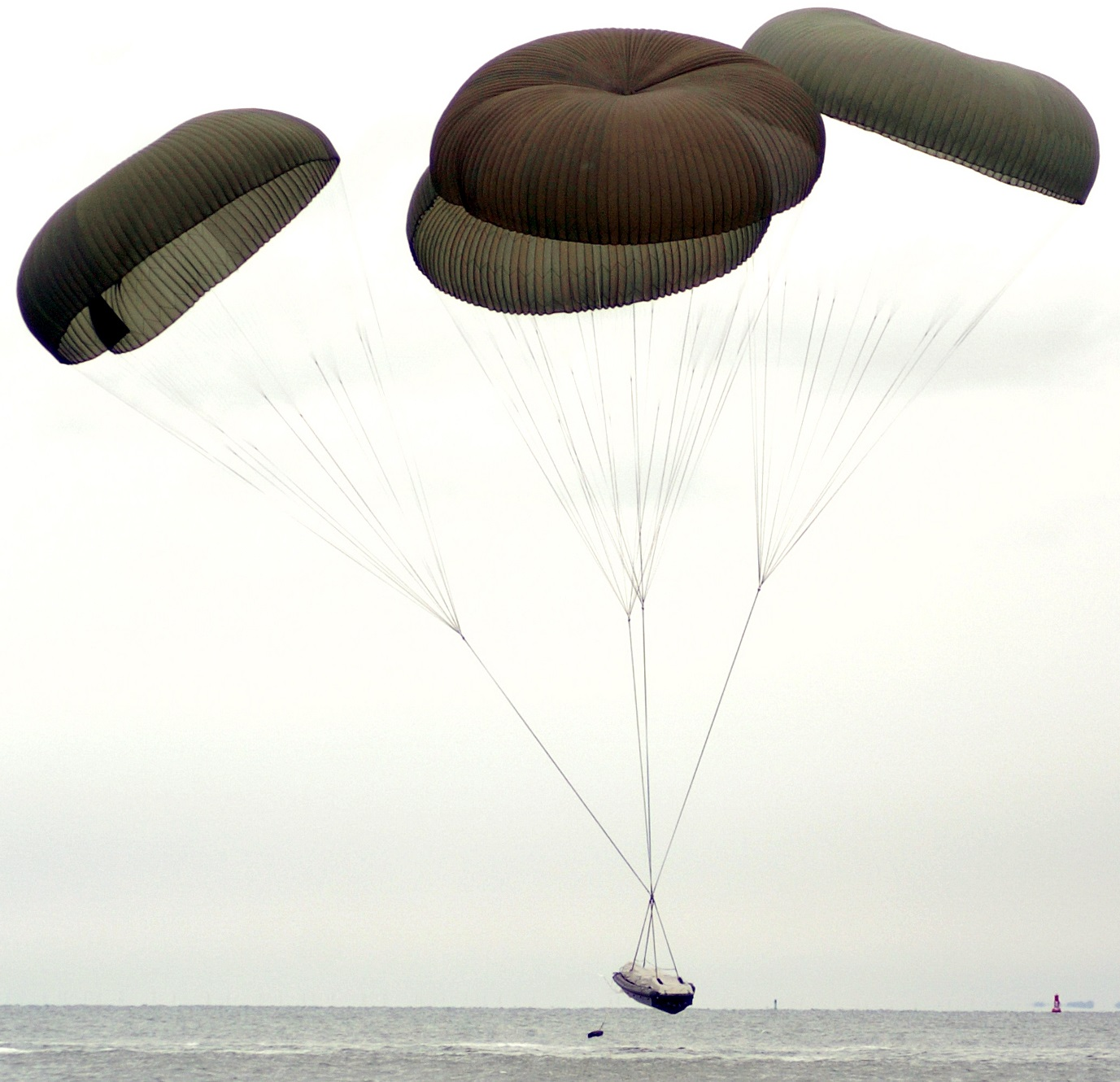
Десантування підрозділу операторів бойових катерів ССО з гумовим швидкісним катером у морі парашутним способом з літака C-130 «Геркулес» поблизу узбережжя Вірджинії. 5 грудня. 2007

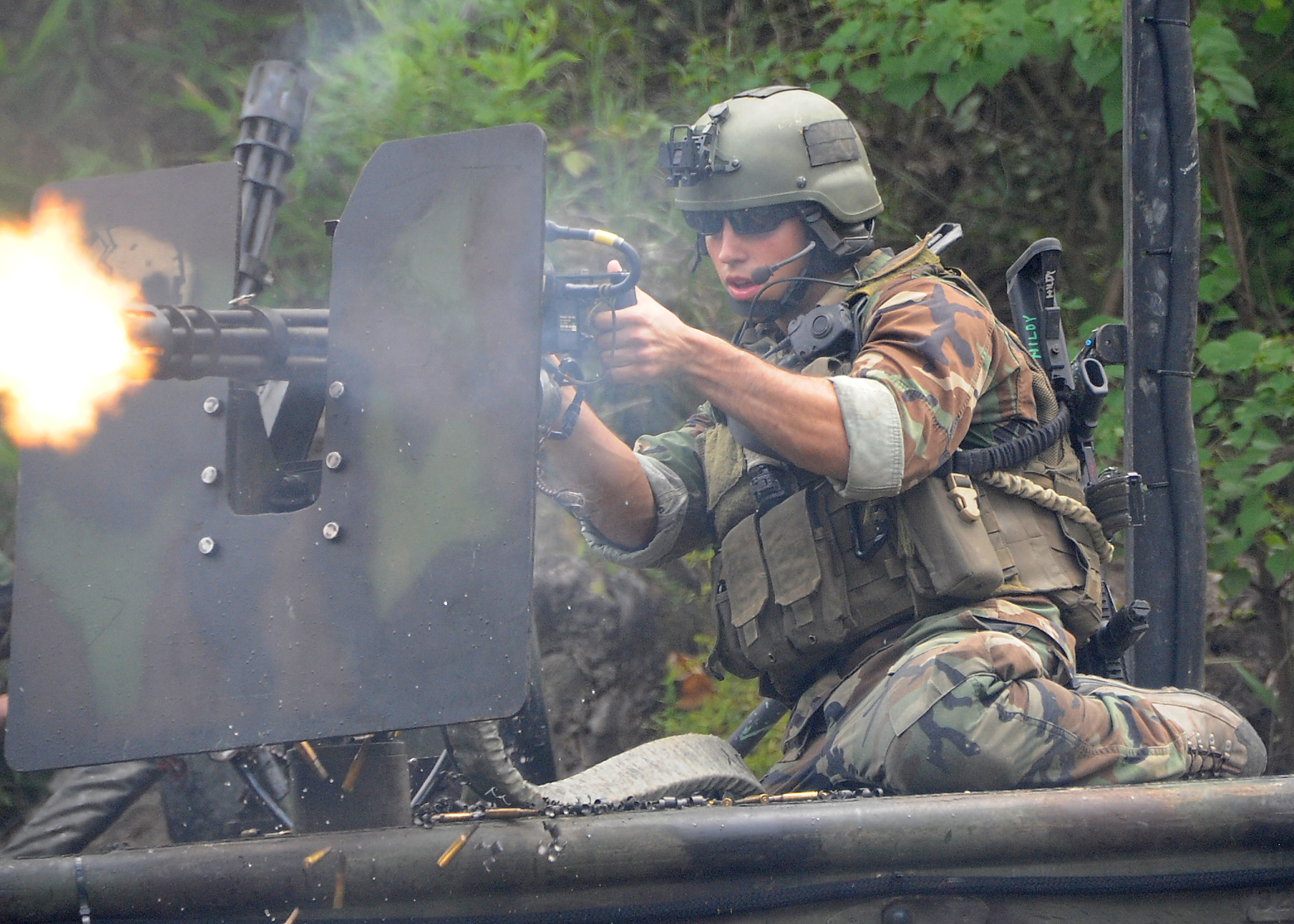
Оператор бойового катеру ССО веде вогонь з багатоствольного швидкострільного кулемету M134 «Мініган». Космічний центр імені Джона Стенніса. Міссісіпі. 16 серпня 2009

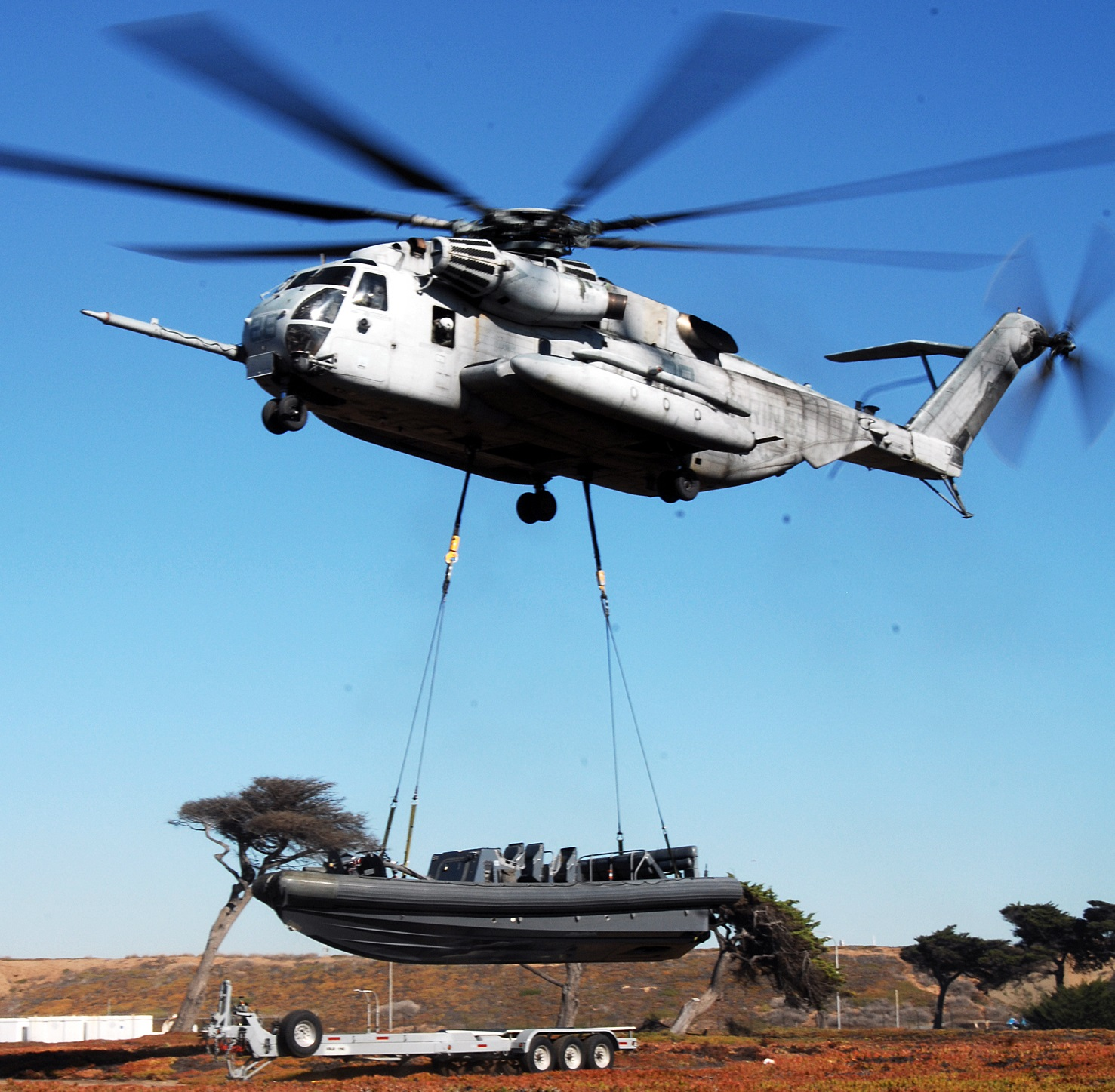
Доставка бойового катеру вертольотом CH-53E «Супер Сталліон» до району призначення. 11 листопада 2007

## Історія
Офіційно спеціалізація операторів бойових катерів спеціальних операцій у складі Командування ССО США заснована у квітні 1987 року, хоча практика застосування бойових катерів у бойових діях американськими збройними силами походить від битв на Філіппінах у 1941 році під час японського вторгнення на острови, та найбільш продуктивно ця форма застосування катерів набула поширення під час війни у В'єтнамі. У 1987–1988 роках оперативники на швидкісних катерах діяли у ході ірано-іракського збройного конфлікту в Перській затоці. Пізніше бойові групи катерів брали участь у бойових діях у війні в Іраку, й далі у глобальній війні з тероризмом.
У серпні 1996 група бойових катерів підтримувала фрегат КРЗ USS «Сайдз» у спеціальній операції по боротьбі з наркобізнесом у Колумбії, де воякам довелося битися проти бойовиків FARC в Антіокії. 6 операторів 1-го Човнового ескадрону спецоперацій (SBS1) стримували атаку приблизно 150 бойовиків протягом трьох діб, вдень та вночі відбиваючи напади повстанців. Третього ранку, в умовах браку боєприпасів, їжі та води, оперативники раптово перейшли в контратаку та прорвали кільце оточення супротивника й вирвалися до підрозділів Колумбійських збройних сил, що йшли їм на допомогу. За даними розвідки 43 бойовика FARC було вбито та 4 взято у полон. Оператори ССО мали тільки одного пораненого.

## Формування операторів бойових катерів ССО
| Відзнака | Формування                      | Регіон дії | Дислокація                                      | Примітки |
| -------- | ------------------------------- | ---------- | ----------------------------------------------- | --- |
|          | 12-а спеціальна човнова команда | Глобальний | Коронадо, Каліфорнія                            | |
|          | 20-а спеціальна човнова команда | Глобальний | Літл-Крик, Вірджинія                            | Врятування 9 чоловік під час інциденту з DUKW у Філадельфії, Пенсільванія, з використанням бойових катерів Mark V SOC.   |
|          | 22-а спеціальна човнова команда | Глобальний | Космічний центр імені Джона Стенніса. Міссісіпі | Спеціалізація на веденні бойових дій у річній акваторії — єдина команда, що діє на спеціальних річкових бойових катерах. |

## Відео
- SWCC's (Special Warfare Combatant-craft Crewmen)